# Mastigoteuthis
Genre
Mastigoteuthis est un genre de calmars de la famille des Mastigoteuthidae.

## Liste d'espèces
Selon ITIS :
- Mastigoteuthis agassizii Verrill, 1881
- Mastigoteuthis atlantica Joubin, 1933
- Mastigoteuthis dentata Hoyle, 1904
- Mastigoteuthis flammea Chun, 1908
- Mastigoteuthis glaukopsis Chun, 1908
- Mastigoteuthis grimaldii (Joubin, 1895)
- Mastigoteuthis inermis Rancurel, 1972
- Mastigoteuthis iselini MacDonald & Clench, 1934
- Mastigoteuthis magna Joubin, 1913
- Mastigoteuthis psychrophila Nesis, 1977
- Mastigoteuthis pyrodes Young, 1972
- Mastigoteuthis schmidti Degner, 1925
- Mastigoteuthis talismani (Fischer & Joubin, 1907)

Selon WRMS :
- Mastigoteuthis agassizii A. E. Verrill, 1881
- Mastigoteuthis atlantica Joubin, 1933
- Mastigoteuthis cordiformis Chun, 1908
- Mastigoteuthis danae (Joubin, 1933)
- Mastigoteuthis dentata Hoyle, 1904
- Mastigoteuthis famelica (Berry, 1909)
- Mastigoteuthis flammea Chun, 1908
- Mastigoteuthis glaukopis Chun, 1908
- Mastigoteuthis grimaldii (Joubin, 1895)
- Mastigoteuthis hjorti Chun, 1913
- Mastigoteuthis inermis Rancurel, 1972
- Mastigoteuthis iselini MacDonald & Clench, 1934
- Mastigoteuthis latipinna (Sasaki, 1916)
- Mastigoteuthis magna Joubin, 1913
- Mastigoteuthis microlucens Young, Lindgren & Vecchione 2008
- Mastigoteuthis psychrophila Nesis, 1977
- Mastigoteuthis pyrodes Young, 1972
- Mastigoteuthis schmidti Degner, 1925
- Mastigoteuthis tyroi Salcedo-Vargas, 1997
- Mastigoteuthis iseleni Macdonald & Clench, 1934